# 兵庫県道409号久畑香呂線
兵庫県道409号久畑香呂線（ひょうごけんどう409ごう くばたこうろせん）は、兵庫県姫路市を通る一般県道である。

## 概要
姫路市香寺町久畑から姫路市香寺町香呂に至る。

### 路線データ
- 起点：姫路市香寺町久畑（久畑交差点、兵庫県道23号三木宍粟線交点）
- 終点：姫路市香寺町香呂（兵庫県道80号宍粟香寺線交点）
- 総延長：6.470 km

## 路線状況

### 道路施設

#### 橋梁
- 御門橋（矢田部川、姫路市）

## 地理

### 通過する自治体
- 姫路市

### 交差する道路
| 交差する道路            | 交差する場所 | 交差する場所      |
| ----------------------- | ------------ | ----------------- |
| 兵庫県道23号三木宍粟線  | 香寺町久畑   | 久畑交差点 / 起点 |
| 兵庫県道410号中寺北条線 | 香寺町中寺   |                   |
| 兵庫県道80号宍粟香寺線  | 香寺町香呂   | 終点              |

### 交差する鉄道
- 播但線

### 沿線
- 姫路市立中寺小学校
- 香寺総合公園
- 日ノ本学園高等学校
- 姫路日ノ本短期大学
- JR西日本播但線 香呂駅